# Parafia Matki Boskiej Nieustającej Pomocy w Pruszczu Gdańskim

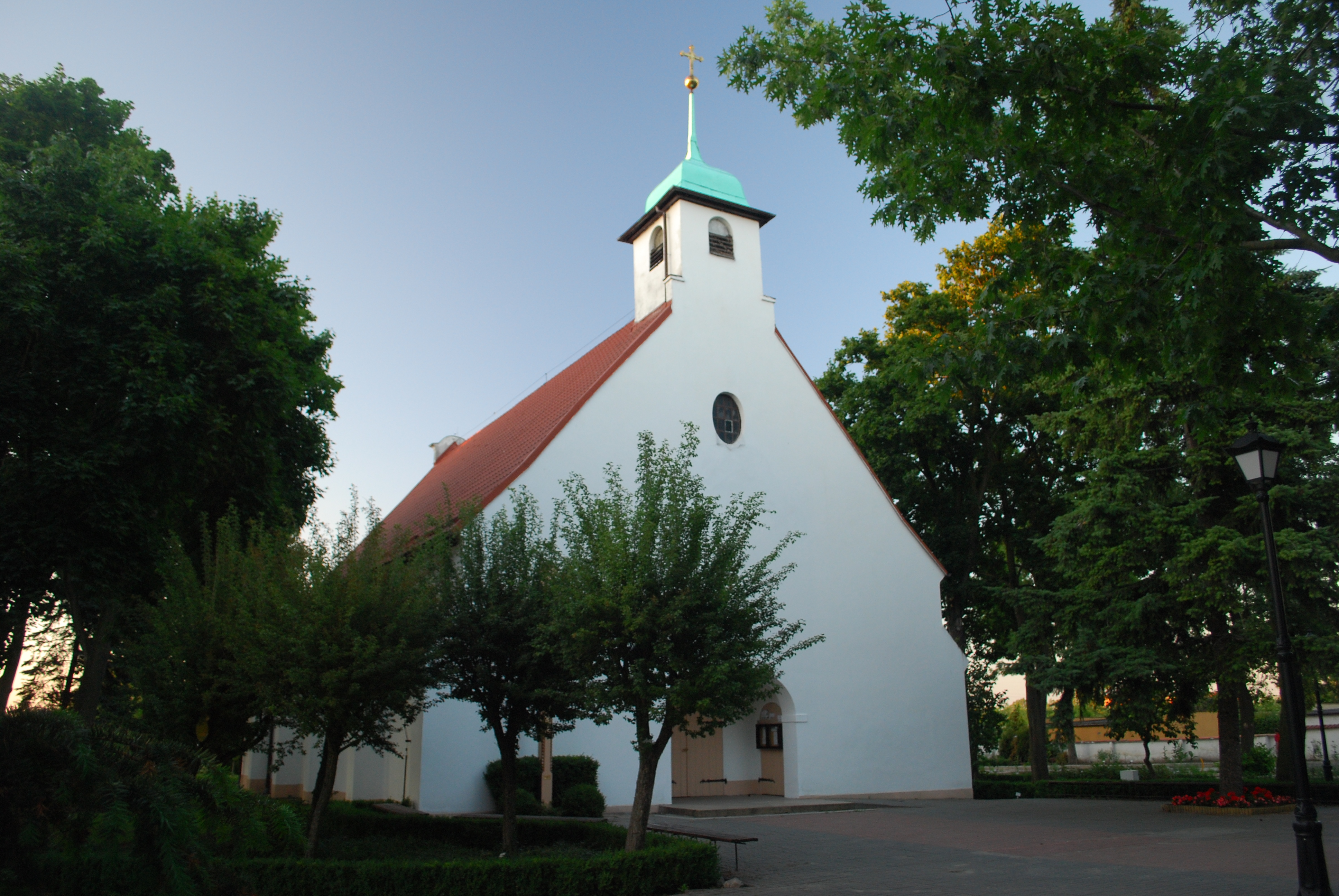
Kościół parafialny Matki Boskiej Nieustającej Pomocy

Parafia Matki Boskiej Nieustającej Pomocy – rzymskokatolicka parafia w Pruszczu Gdańskim. Znajduje się w dekanacie Pruszcz Gdański, w archidiecezji gdańskiej. 
Parafia została ustanowiona 1 kwietnia 1929 roku.
Proboszczowie parafii:
- od 1957 ks. Józef Waląg (początkowo jako administrator)[2]
- od 1987[3] ks. Andrzej Żebrowski[4]
- od 2016 ks. Piotr Majewski[1]